# Oratorio di Nostra Signora del Rosario (Genova)
L'Oratorio di Nostra Signora del Rosario è un oratorio cattolico di Genova, sito in salita San Francesco da Paola, nel quartiere di San Teodoro. È sede della confraternita di N.S. del Rosario e San Teodoro e del Priorato delle Confraternite dell'Arcidiocesi di Genova. 
L'edificio è sottoposto a vincolo di tutela da parte della soprintendenza.

## Storia

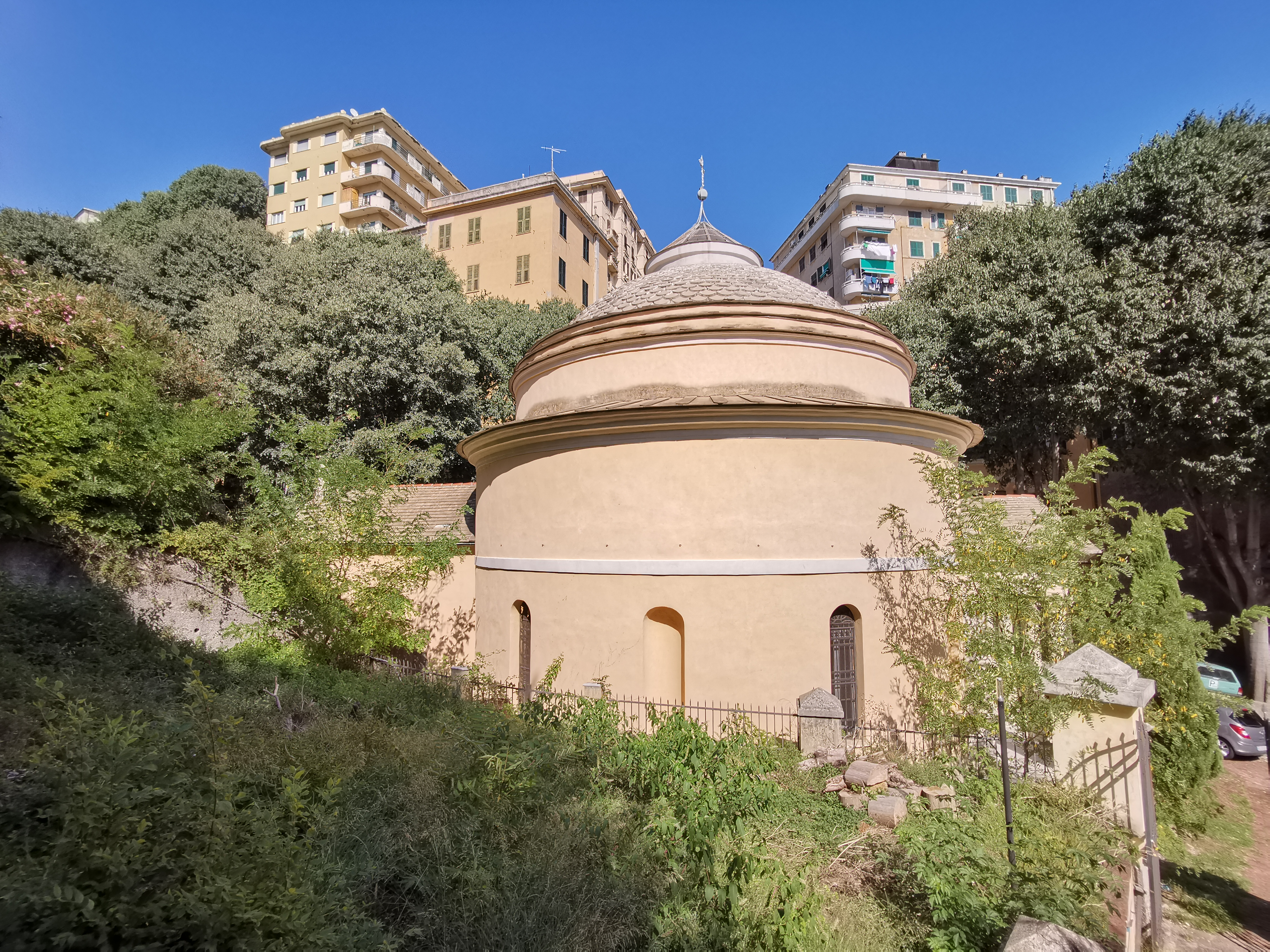
Oratorio San Teodoro, vista posteriore

La confraternita di N.S. del Rosario era stata fondata nel 1504 da un padre domenicano. Il primo oratorio fu costruito sulla spiaggia, nella località di Fassolo (nell'area della Villa del Principe), attigua all'antica chiesa romanica di San Teodoro, ma ebbe vita breve e venne demolito per la costruzione delle mura seicentesche che cinsero la città anche dal lato a mare a difesa di pirati, predoni e degli attacchi via mare.
In un secondo momento, la confraternita acquisì una porzione di terreno di proprietà della chiesa, non lontano dal sito dove sorgeva il primo oratorio, lungo la vecchia strada di San Teodoro, e nel 1659 ottenne il permesso di costruirvi il proprio luogo di culto. Nel 1820, per l'ampliamento della strada di Fassolo (attuale via Buozzi), anche questo oratorio venne demolito. Per compensare la confraternita della perdita della sede, il re di Sardegna Vittorio Emanuele I finanziò la costruzione di un nuovo oratorio più a monte, lungo la salita che conduce al santuario di San Francesco da Paola. Il nuovo edificio, costruito tra il 1824 e il 1826 su disegno di Carlo Barabino, in forme neoclassiche, fu aperto al culto nell'agosto del 1826.
L'edificio venne restaurato nel 1924, in occasione del centenario della costruzione e nel 1955 per riparare i danni alle coperture e ai muri perimetrali provocati dai bombardamenti su Genova della seconda guerra mondiale.

## Descrizione
Il tempietto ha pianta circolare ed è sormontato da una grande cupola con il tetto ricoperto da lastre di ardesia. L'ingresso è preceduto da un pronao sorretto da quattro colonne provenienti dal chiostro del convento annesso alla chiesa di San Teodoro, anch'esso demolito per l'ampliamento della strada (secondo alcuni proverrebbero invece dalla distrutta chiesa di San Francesco di Castelletto) e sormontato da un timpano triangolare. Un'iscrizione in latino al centro del timpano ricorda il motivo della demolizione del vecchio oratorio e celebra la costruzione del presente edificio (ampliatione viae destructo sacello urbis procerum munificentia novum hic reedificare studebat; con l'ampliamento della strada e la distruzione del tempio, grazie alla munificenza dei notabili della città si sforzava di ricostruire qui).
Nella nuova costruzione furono integrati l'altare e la balaustra dell'antico oratorio. Di notevole fattura gli arredi lignei (scanni, panche, armadi, cantoria), realizzati in noce e mogano.
Posteriormente all'edificio a pianta circolare, che costituisce il vero e proprio luogo di culto, è addossato un corpo di fabbrica a pianta rettangolare, che ospita la sagrestia e la cantoria. Un ampio sagrato è affacciato su salita San Francesco di Paola.
All'interno sono conservati una scultura in marmo della Madonna col Bambino, opera del XVI secolo, donata dal principe Doria Pamphily, e un crocifisso moro in legno di giuggiolo di Giambattista Bissone, autore anche della statua lignea della Madonna del Rosario collocata sull'altare maggiore. Un secondo crocifisso moro in legno di giuggiolo, più grande, anch'esso opera del Bissone, proviene dall'oratorio della Morte e Orazione in piazza S. Sabina, dal quale provengono anche due tele di Anton Maria Piola raffiguranti l'Immacolata e S. Lucia. La cassa processionale della Madonna del Rosario, pregevole opera attribuita ad Agostino Storace, e due tele seicentesche raffiguranti S. Francesco e La Pietà provengono invece dal soppresso oratorio del SS. Rosario di Marassi.